# 副島輝人
副島 輝人（そえじま てると、1931年1月14日 - 2014年7月12日）は、日本のジャズ評論家。

## 略歴
1931年、現在の東京都世田谷区経堂で生まれる。
1950年（昭和25年）に旧制成城高等学校文科甲類卒業（現在の成城大学英文学科）。福田恆存の文芸評論を読んで批評家を志す。文化芸術のどのジャンルにも、こだわらない「芸術としての批評」を目指す。
1951年、映画批評の同人誌『シネ・エッセイ』を発行。同人には佐藤重臣、山際永三等がいた。
1958年、「映画と批評の会」に参加。メンバーには大島渚、吉田喜重、松本俊夫、佐藤重臣、佐藤忠男等がいた。この会を通じて関根弘、長谷川龍生等と知り合う。同会発行の『映画批評』誌に執筆して、本格的な映画批評を始める。
1966年、ジャズの批評同人誌『OUR JAZZ』を発行。同人には佐藤秀樹、杉田誠一、岡崎正通等がいた。この頃から「即興」と「前衛」をテーマとする文章が多くなる。
1968年、『ジャズ批評』誌にフリー・ジャズを論ずる執筆を始める。
1969年、高柳昌行、富樫雅彦、佐藤允彦等の前衛的ミュージシャンと語らって、当時日本では唯一のフリージャズ専門のライブの場「ニュージャズ・ホール」を開設。日本の前衛ジャズ運動の発火点とする。このムーヴメントにはその後、阿部薫、藤川義明、翠川敬基、梅津和時、坂田明等が参加した。
1970年、『現代日本映画論大系2』（冬樹社刊）に論文「日本映画の伝統と創造〜新藤兼人論」が収録される。
1977年より2006年まで、世界最大規模の前衛ジャズ祭といわれるドイツの「メールス・インターナショナル・ニュージャズ・フェスティバル」に評論家として毎年参加しながら、日本の前衛ジャズ・グループを推挙してこのフェスティバルに送り込む。それは 20数グループ、総勢約130名のミュージシャン （佐藤允彦、梅津和時、大友良英、藤川義明&イースタシア・オーケストラ、渋さ知らずオーケストラ等）に上り、日本のジャズ文化を世界に紹介した。
2014年7月12日、胃癌のため死去。満83歳没。

## 活動内容
基本的にはプロデュース、オーガナイズも批評の内との考え、ジャンルの枠を越えて、ジャズを中心に、映画、演劇、美術、舞踏等の多角的なジャンルの評論・解説、またプロデュースの仕事も多い。
海外の創造的でコンテンポラリーなジャズ・グループなど、新しい芸術運動を日本に招聘して音楽公演や、大学でのレクチャー等を行う。特に、日本ではあまり知られることのなかったロシアや韓国の前衛ジャズ・グループを招いてコンサートを企画して新たな世界の音楽状況を紹介した。
- ギュンター・クリストマン×デットレーフ・シェーネンベルク　デュオ（ドイツより1978年）
- ペーター・コヴァルト・トリオ（ドイツより1982年）
- デヴィット・モス×クリスチャン・マークレー　デュオ（アメリカより1986年）
- ソウル・ニュージャズ・トリオ（韓国より1987年）
- アルハンゲリスク七重奏団（ロシアより1991年）
- トリオ・ウラジーミル（ロシアより1998年）
- カルロ・アクティス・ダート（イタリアより1998年）等。
- ロシアの前衛詩人ドミトリー・プリゴフ（2000年）の日本における自作詩朗読パフォーマンスを鈴木正美（ロシア文学者）と共同プロデュース。
- デヴィッド・マレイ（アメリカより2008年）日本公演を企画。

また、日本の創造的な芸術家たちの映画や舞台のために音楽的な協力や共同製作を行う。
- 土方巽（舞踏家) の舞踏公演「四季のための二十七夜」の製作に協力（1972年）
- 小川紳介監督の映画『1000年刻みの日時計』の製作に協力（1986年）
- 若松孝二監督の映画『エンドレス・ワルツ』の製作に協力・出演（1995年）
- 友恵しずね白桃房（舞踏グループの公演に協力（1993年等）
- 日本の前衛演劇グループ「ストアハウス・カンパニー」のプロデューサーとしてモスクワとサンクトペテルブルクで公演を行う（2001年）
- パリ、モスクワ、ウィーン、ソウル等の海外諸都市で「日本ジャズ文化論」等を講演

## 逸話・エピソード
- 若い時（20代）ネオン塔製作会社に勤務していたので、いまだに丸太足場に登るのが、好きである。
- 人に知られた温泉通で、温泉雑誌等にも寄稿していた。日本国中のみならず、ドイツ、フランス、ハンガリー等の温泉も探訪している。
- 若松孝二監督の映画『エンドレス・ワルツ』（1995年作品）に出演した。
- 1980年末、日本経済新聞社の嘱託記者として上場企業、さまざまな業種、約10数社のトップにインタビューし、各社の企業活動や、明日への展望等を一覧する書籍の記事を、約2年にわたり執筆した。

## 著書
- 『現代ジャズの潮流』（丸善出版、1994年）
- 『日本フリージャズ史』（青土社、2002年）
- 『世界フリージャズ記』（青土社、2013年）